# Pro Ligario
Pro Ligario és un discurs de Ciceró, que és la forma literària publicada de la seva defensa de Quint Ligari davant de Juli Cèsar el 46 aC.
En aquest discurs Ciceró defensa Ligari, que és acusat de crims a l'Àfrica. L'acusador de Ligari és Tuberó, que també ha comès crims a Àfrica. Ciceró intenta utilitzar el comportament de Tuberó per mitigar les càrregues a les quals s'enfronta Ligari. Ciceró també utilitza la captatio benevolentiae, una tècnica retòrica que afalaga el públic (Cèsar, en aquest cas). Pro Ligario es diferencia dels altres discursos de Ciceró en què la refutatio i la peroratio són molt breus.

## Context
Cap a l'any 50 aC Quint Ligari era la mà dreta de Gai Considi Longo, governador a l'Àfrica. Quan aquest va tornar a Roma, va deixar la província a Q. Ligari a l'espera de relleu. En aquell moment arriba Publi Ati Var, aliat de Pompeu, amb l'objectiu de dificultar l'arribada de provisions a Cèsar. Tot i no tenir càrrec, acaba amb el comandament de la província i Ligari accepta i es relegat a la costa. En l'exercici d'aquesta tasca, Ligari impedeix que Luci Tuberó desembarqui a Útica, quan aquest arribava a Àfrica enviat pel Senat com a successor de Considi. L'acció és especialment greu, a més, per tractar-se d'un pompeià i portar al vaixell al seu fill malalt, Cinquè (qui després acusarà a Ligari).
El perill que representava que una província de gran importància estratègica pogués convertir-se en territori va obligar Cèsar a traslladar-se a Àfrica, i, després de grans dificultats, derrotar els seus rivals. Tot i que Ligari havia adoptat una posició complicada, Cèsar el va perdonar per, segons sol dir-se, no haver participat activament en la campanya. Amb aquests antecedents els germans i cercles pròxims de Ligari es decideixen i, amb l'ajuda de Ciceró, intenten que el dictador li concedeixi també la possibilitat de tornar a Roma. El primer intent no obté els beneficis esperats, però un segon desperta esperances en l'orador i així li ho comunica per carta a Cèsar. Presenta llavors el fill del governador legal (Tuberó), uns càrrecs prou greus perquè, en el millor dels casos, Ligari no torni a Roma.

## Acusació / Defensa

### Acusació
El problema en aquest discurs és que no sabem exactament la naturalesa del càrrec o els càrrecs. El més admès és que es tractava d'un cas de perduellio, segurament deduït d'un passatge de Quintilià. No obstant això, se li han oposat moltes objeccions a aquesta conjectura:
1) Una acusació així requeria la presència de l'acusat.
2) A César no li anaven a influir unes accions a les que ja estava acostumat en els últims temps.
3) No podia haver alta traïció a l'aliança amb Juba, ja que aquest era pompeià, és a dir, no lluitava contra Roma.

### Defensa
Ciceró no podia al·legar que el cas de Ligari era molt semblant al seu, cosa que ja hem vist a propòsit de l'acció de gràcies pel retorn de Marcel. El seu defensat havia mantingut la seva hostilitat després Farsàlia i s'havia unit a un rei estranger. La seva tàctica ha de ser una altra: el discurs adopta la forma d'una deprecatio, és a dir, s'admet la culpabilitat del defensat per, a continuació, aportar atenuants i acollir-se al perdó benvolent del jutge.
Pel que sembla el Pro Ligario és l'únic testimoni de deprecatio que el fa ser atípic. Però encara que no puguem comparar-lo amb un altre la seva singularitat ve donada de manera més contundent per la circumstància (molt atípica), pel terreny en el que havia de moure el defensor: difícil, com ha pogut començar a deduir-se del repàs succint als fets.

## Resultat
Ciceró no hi havia formulat un discurs al fòrum des de l'any 52, però s'atribueix a la seva habilitat dialèctica i als seus constants canvis de registre al llarg de la seva al·locució la sentència favorable. Ligari, però, va acabar participant en l'assassinat de Cèsar. Ciceró va recuperar bona part de la seva fama i aquest discurs ha merescut elogis gairebé unànimes.